# The Mosquito Coast (película)
The Mosquito Coast (conocida en España como La costa de los Mosquitos y en Argentina como La costa Mosquito) es una película estadounidense de 1986 dirigida por Peter Weir del género aventura. Está protagonizada por Harrison Ford, Helen Mirren y River Phoenix en los papeles principales.
Basada en la novela homónima publicada en 1981 por el escritor estadounidense Paul Theroux, cuenta la historia de Allie Fox, genio autodidacta, inventor visionario y fanático adversario del american way of life, que viaja a un lugar de la costa nicaragüense-hondureña conocida como Costa de Mosquitos junto a su familia.

## Producción
El productor Jerome Hellman compró los derechos de la novela de Paul Theroux y le ofreció el papel protagonista a Jack Nicholson, pero a este no le seducía la idea de ir a rodar a Belice, y el papel fue a parar a Harrison Ford, quien venía de rodar el año antes Witness (Único testigo) con el mismo director, Peter Weir. El rodaje comenzó en febrero de 1986, por lo que los actores no pudieron asistir a la ceremonia de los premios Oscar de ese año, en el que la película había obtenido 8 nominaciones.
En el film hace su último papel Butterfly McQueen, que debutó con Lo que el viento se llevó.
River Phoenix y Martha Plimpton comenzaron su noviazgo durante el rodaje, y durante el mismo Harrison Ford recomendó a Phoenix delante de Steven Spielberg para el papel del joven Indiana Jones en Indiana Jones y la última cruzada.

## Reparto
| Actor                 | Personaje           |
| --------------------- | ------------------- |
| Harrison Ford         | Allie Fox           |
| Helen Mirren          | "Madre" Fox         |
| River Phoenix         | Charlie Fox         |
| Conrad Roberts        | Sr. Haddy           |
| Andre Gregory         | Reverendo Spellgood |
| Martha Plimpton       | Emily Spellgood     |
| Melanie Boland        | Sra. Spellgood      |
| Dick O'Neill          | Sr. Polski          |
| Jadrien Steele        | Jerry Fox           |
| Hilary Gordon         | April Fox           |
| Rebecca Gordon        | Clover Fox          |
| Alice Heffernan-Sneed | Sra. Polski         |
| Jason Alexander       | Dependiente         |
| William Newman        | Capitán Smalls      |
| Aurora Clavel         | Sra. Maywit         |
| Butterfly McQueen     | Sra. Kennywick      |

## Candidaturas
Candidata a dos premios: Globo de Oro a la mejor banda sonora 1987 (Maurice Jarre) y Globo de Oro al mejor actor - Drama (Harrison Ford). River Phoenix obtuvo el premio Young Artist Awards 1988 por su actuación.

## Recepción
En su momento el film fue un fiasco, pero fue valorado más tarde, por ejemplo, Rotten Tomatoes le da un 75%.  En Siskel & Ebert hay opiniones enfrentadas. 
Económicamente, con un presupuesto de $25 millones, solo recaudó $14 millones en Norteamérica. Sobre esto Harrison Ford declaró:

Es la única de las películas que he hecho que no ha amortizado su coste, pero me alegro de haberla hecho... está llena de poderosas emociones.